# Zacualpa Ecatepec
Zacualpa Ecatepec es una localidad del estado mexicano de Chiapas. Es parte del municipio de San Cristóbal de Las Casas.

## Toponimia
El nombre «Zacualpa» proviene de los términos en náhuatl tzacoali, encierro; pan, lugar. Su significado es «lugar de encierro». El nombre «Ecatepec» proviene de los términos en náhuatl ehécatl, viento o Ehécatl; tepetl, cerro. Su significado es «cerro de Ehécatl».

## Demografía
| Gráfica de evolución demográfica |
|                                  |

| Censo | Población |
| ----- | --------- |
| 1930  | 65        |
| 1940  | 97        |
| 1950  | 160       |
| 1960  | —         |
| 1970  | 255       |
| 1980  | 314       |
| 1990  | 467       |
| 2000  | 622       |
| 2010  | 885       |
| 2020  | 1 023     |